# Calle Navarra
La calle Navarra es una calle ubicada en el centro de la villa de Bilbao (España). Se inicia en el Arenal, próximo al puente homónimo, y finaliza en la plaza Circular.
Anteriormente denominada como calle de la Estación, fue rebautizada el 21 de agosto de 1937 como calle Navarra para homenajear a cientos de combatientes navarros que habían luchado a favor de la causa franquista.

## Edificios y plazas de interés
Diversos edificios reseñables rodean la Calle Navarra:
- Teatro Arriaga.
- Estación de Bilbao-Concordia.
- Rascacielos de Bailén.
- Edificio de la Sociedad Bilbaina.
- Edificio sede de Metro Bilbao.
- Bolsa de Bilbao.
- NYX Hotel Bilbao.

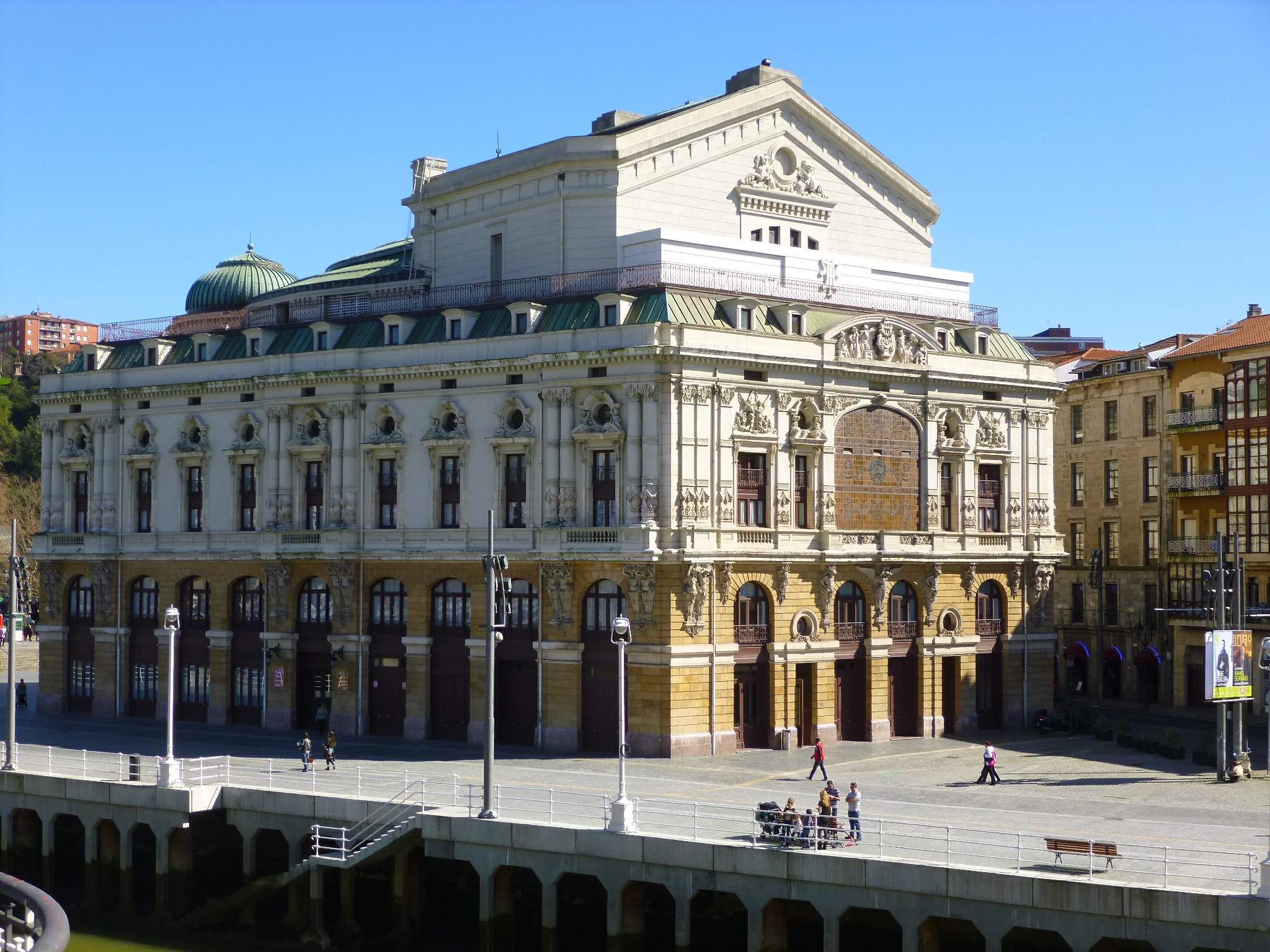
Teatro Arriaga
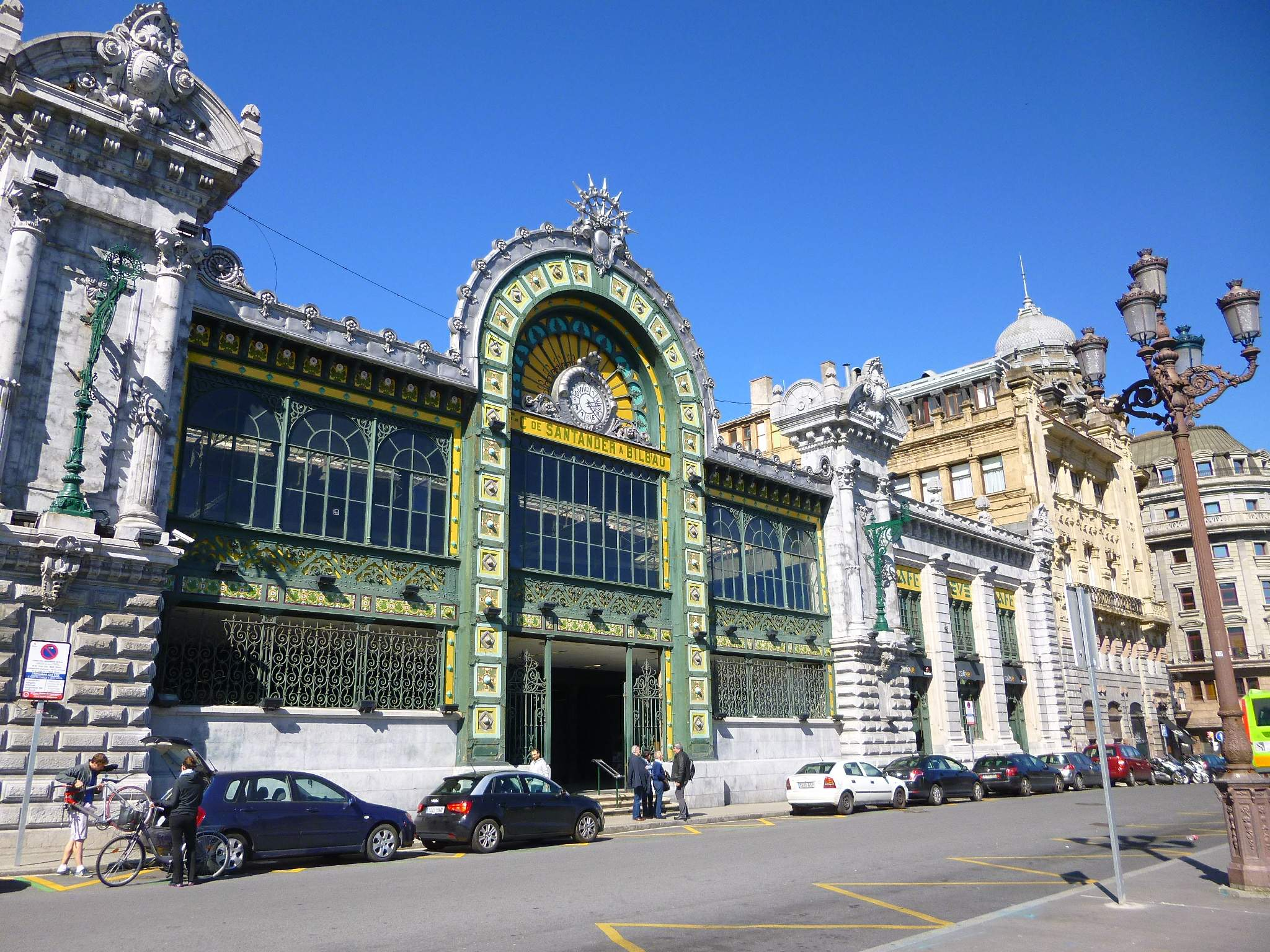
Estación de Bilbao-Concordia
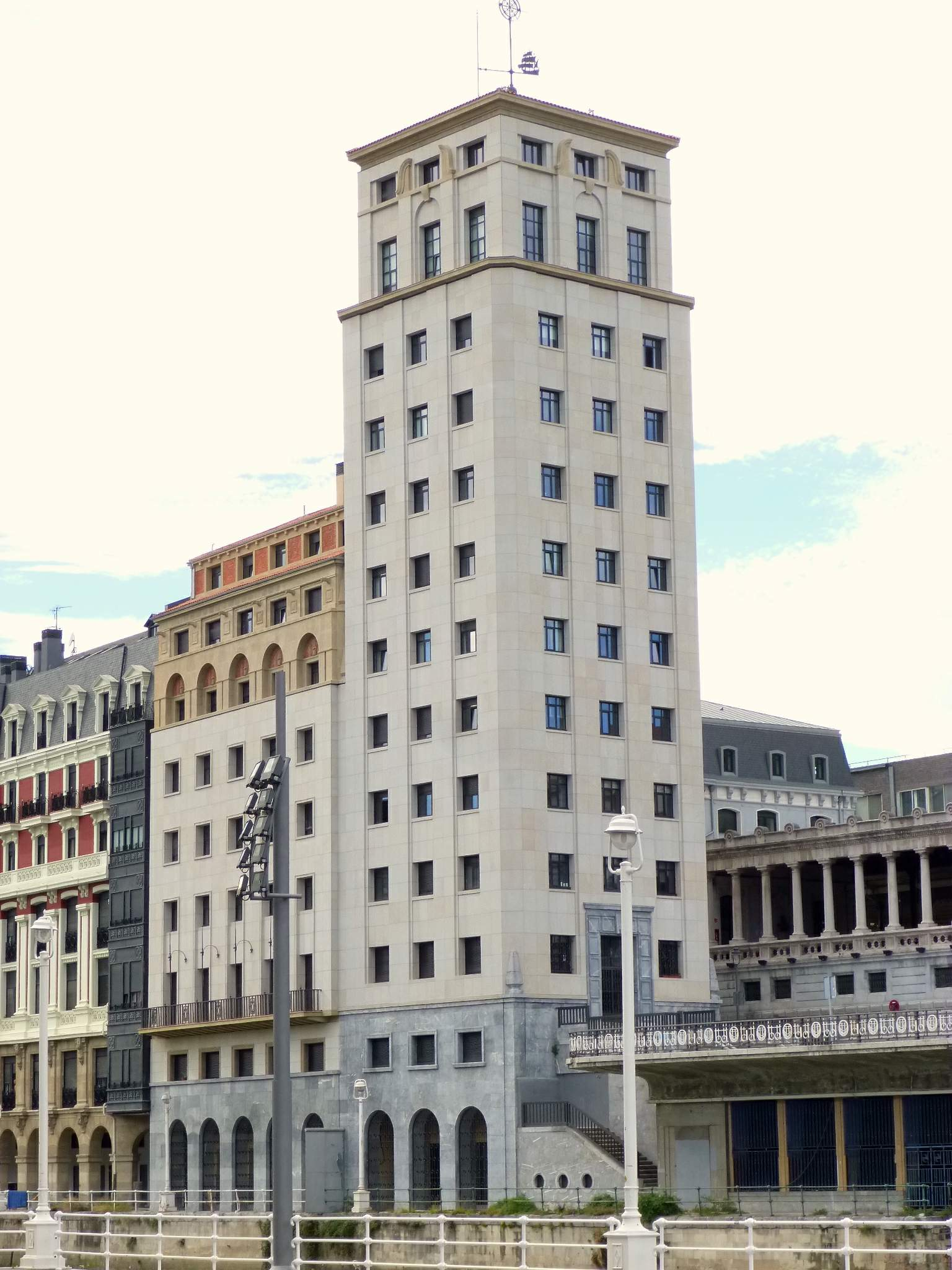
Rascacielos de Bailén
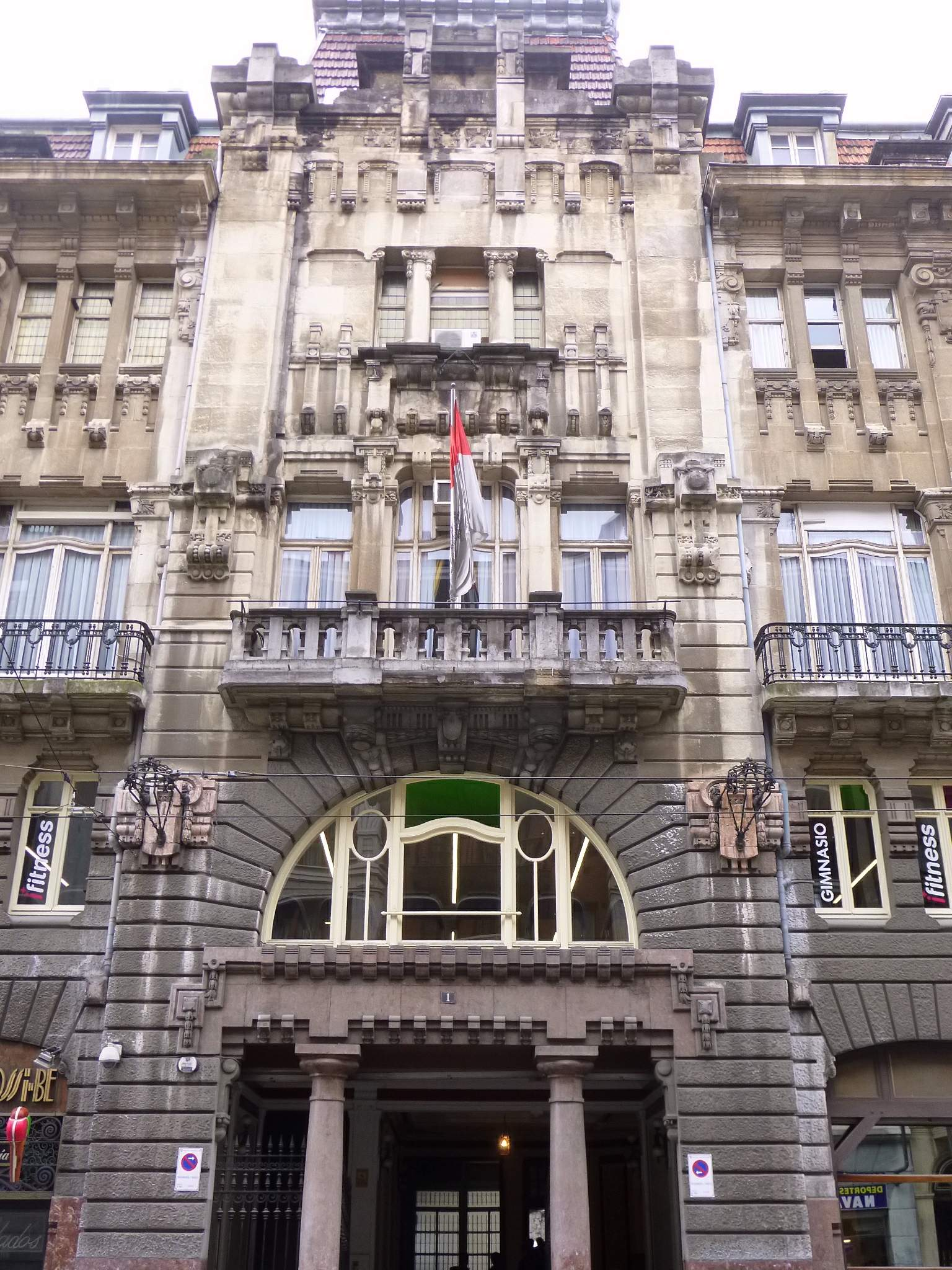
Fachada del edificio de la Sociedad Bilbaina
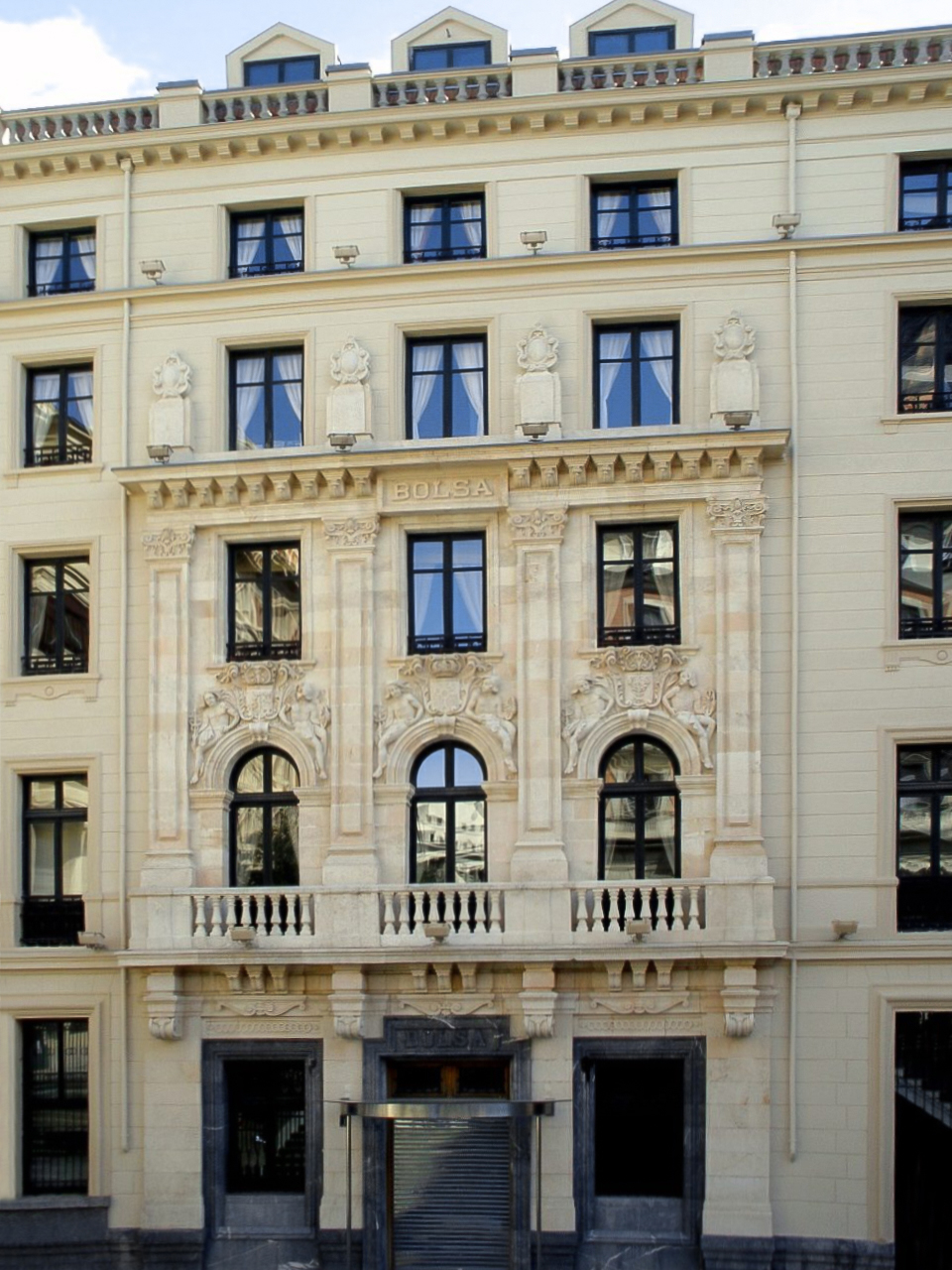
Bolsa de Bilbao
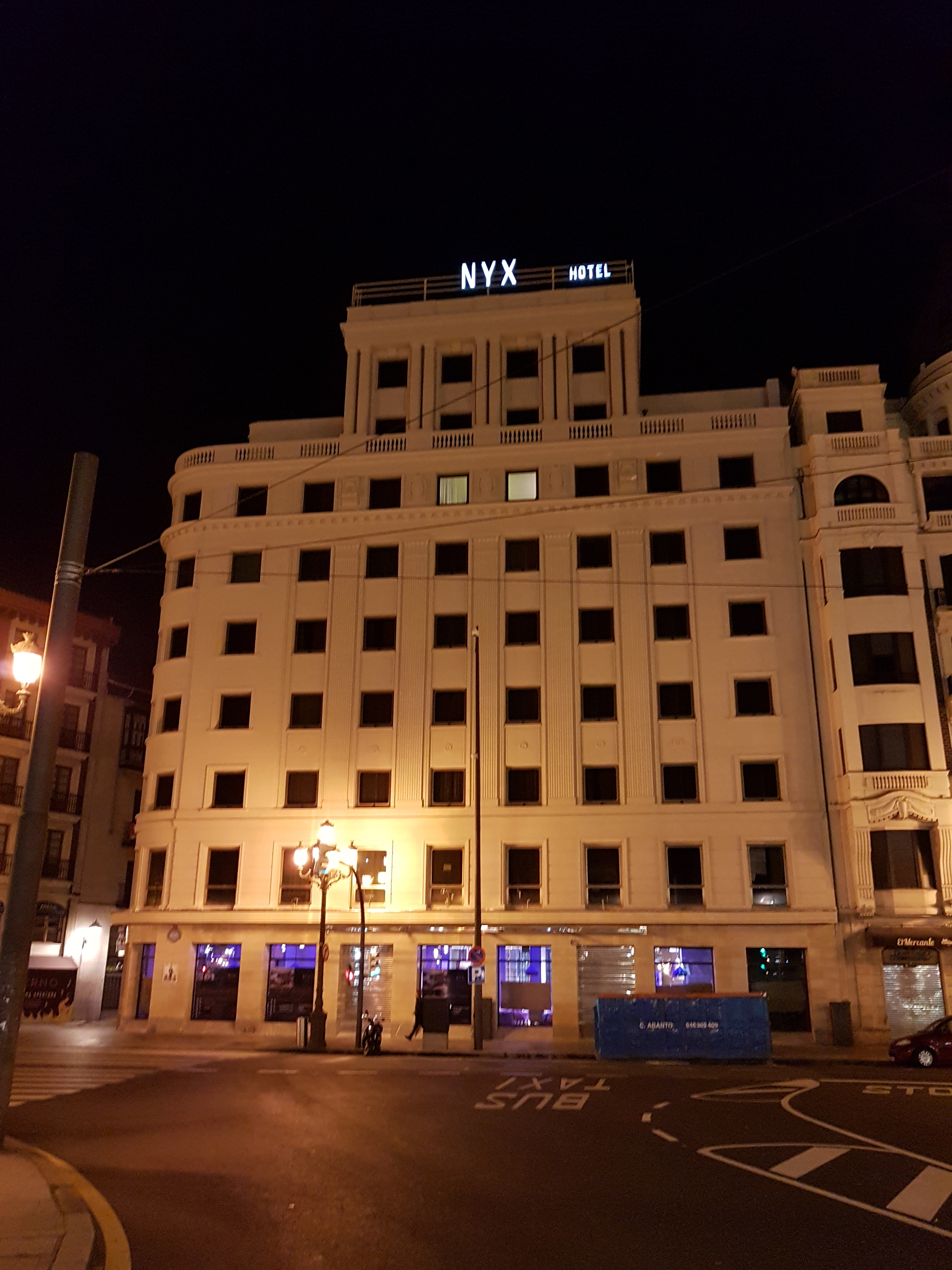
NYX Hotel Bilbao

Tres plazas figuran en las proximidades de su recorrido:
- El Arenal.
- Plaza de Arriaga.
- Plaza Circular.

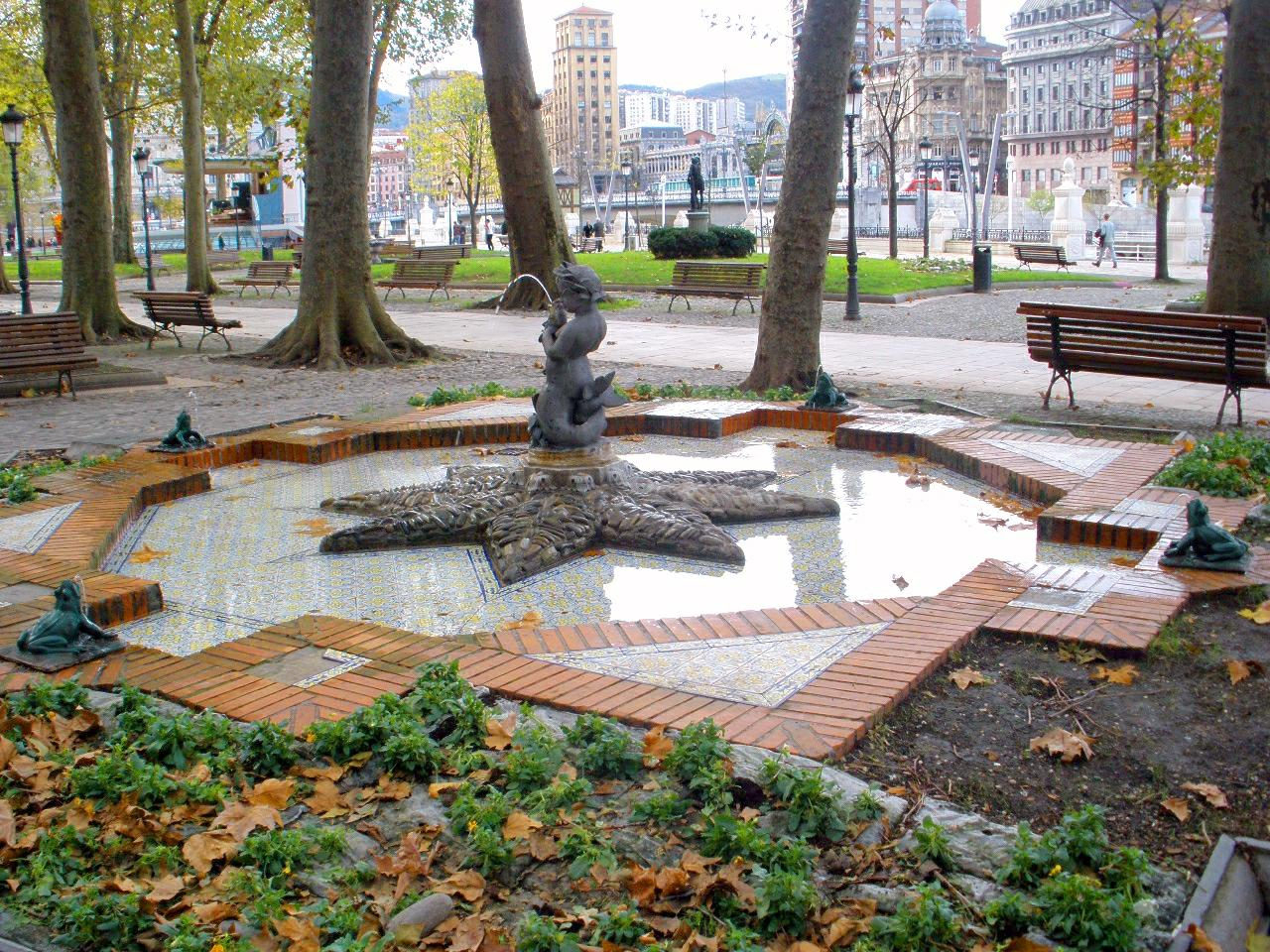
El Arenal
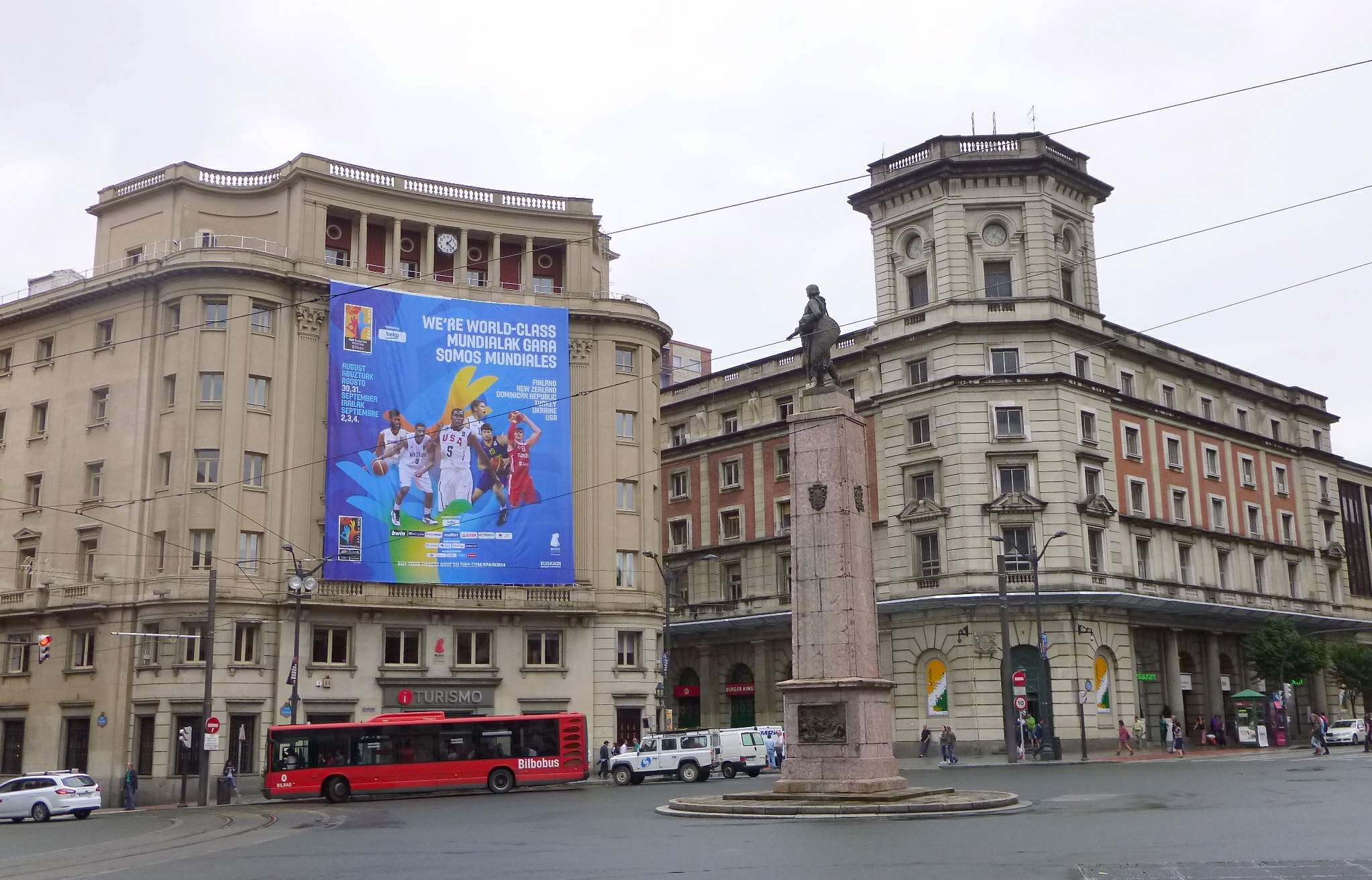
Plaza Circular

## Medios de transporte
- Estación de Abando del tranvía de Bilbao.
- Estación de Bilbao-Concordia.
- Estación de Abando Indalecio Prieto.
- Estación de Abando del Metro de Bilbao.